# أسامو
أسامو (بالإنجليزية: Assamo) هي منطقة سكنية تقع في إقليم علي صبيح. وترتفع عن مستوى سطح البحر 757 متر. تُعرف أيضًا باسم إينا أسامو، وتقع على بُعد حوالي ١٢٢ كيلومترًا (٧٦ ميلًا) جنوب العاصمة جيبوتي. تتميز المنطقة المحيطة بها بوفرة الثروة الحيوانية والزراعة الناشئة. ويُقدر عدد سكانها، بما في ذلك الأحياء البدوية وشبه البدوية، بنحو ١٢١١ نسمة.

## المناخ
يظهر الجدول التالي التغييرات المناخية على مدار السنة لأسامو:
| البيانات المناخية لـأسامو         | البيانات المناخية لـأسامو | البيانات المناخية لـأسامو | البيانات المناخية لـأسامو | البيانات المناخية لـأسامو | البيانات المناخية لـأسامو | البيانات المناخية لـأسامو | البيانات المناخية لـأسامو | البيانات المناخية لـأسامو | البيانات المناخية لـأسامو | البيانات المناخية لـأسامو | البيانات المناخية لـأسامو | البيانات المناخية لـأسامو | البيانات المناخية لـأسامو |
| الشهر                             | يناير                     | فبراير                    | مارس                      | أبريل                     | مايو                      | يونيو                     | يوليو                     | أغسطس                     | سبتمبر                    | أكتوبر                    | نوفمبر                    | ديسمبر                    | المعدل السنوي             |
| --------------------------------- | ------------------------- | ------------------------- | ------------------------- | ------------------------- | ------------------------- | ------------------------- | ------------------------- | ------------------------- | ------------------------- | ------------------------- | ------------------------- | ------------------------- | ------------------------- |
| متوسط درجة الحرارة الكبرى °م (°ف) | 25.7 (78.3)               | 26.3 (79.3)               | 26.8 (80.2)               | 27.1 (80.8)               | 29.0 (84.2)               | 32.8 (91.0)               | 36.0 (96.8)               | 35.0 (95.0)               | 31.0 (87.8)               | 27.0 (80.6)               | 26.5 (79.7)               | 26.1 (79.0)               | 29.1 (84.4)               |
| متوسط درجة الحرارة الصغرى °م (°ف) | 14.9 (58.8)               | 15.9 (60.6)               | 16.8 (62.2)               | 19.0 (66.2)               | 20.8 (69.4)               | 22.5 (72.5)               | 24.8 (76.6)               | 24.0 (75.2)               | 22.5 (72.5)               | 20.0 (68.0)               | 16.8 (62.2)               | 15.0 (59.0)               | 19.4 (66.9)               |
| الهطول مم (إنش)                   | 9 (0.4)                   | 10 (0.4)                  | 25 (1.0)                  | 30 (1.2)                  | 10 (0.4)                  | 6 (0.2)                   | 25 (1.0)                  | 45 (1.8)                  | 34 (1.3)                  | 10 (0.4)                  | 13 (0.5)                  | 5 (0.2)                   | 222 (8.8)                 |
| المصدر: The Weather Channel       |                           |                           |                           |                           |                           |                           |                           |                           |                           |                           |                           |                           |                           |